# 獨山戰役
獨山戰役為中国抗日戰爭末期的戰役之一，是指1944年（民國33年）11月至12月，日軍為完成「一號作戰」計畫，途經独山所發動的一場戰役。

## 背景
由於太平洋戰爭爆發，促使美軍馳援，加入盟軍的反攻作戰，使得日軍自1942年至1943年間，其戰勢由優轉劣，開始陸續敗退，海上運輸線因此堪虞。
日軍為了避免補給中斷，計畫在中國打造一條南北運輸線，將日本本土可與朝鮮半島、東北滿洲聯繫，可一路向南貫通中國東部，與越南、馬來半島連成一條陸上補給線，便可避開太平洋遭受盟軍的攻勢，因而計畫發動「一號作戰」。

## 作戰經過
1944年11月間，由於中國軍隊在桂柳會戰的失利，使日軍一路沿黔桂鐵路北犯，進逼獨山，距貴陽僅60公里，與陪都重慶只剩400公里之遠，使得國民政府震动，蔣介石急調孫元良所部第二十九军前往獨山截擊，由于交通不便，沿途多溃兵和难民，孫元良僅能率先頭部隊第29军第91师900餘人星夜趕往。初抵獨山時，孫元良率隊先占據有利地形；日軍方面則以第11军第13师团一部（约2个联队）攻擊。孫元良仰賴地形優勢，成功阻擊了日軍的進犯。
1944年11月24日，独山战役前夕，黔桂边区防守司令兼都(匀)独(山)警备司令韩汉英主持召开秘密军事会议，指示各机关撤退后，将城内房屋一把火烧尽，实行“焦土抗战”。11月30日，警备司令部官兵用汽油及棉花分头纵火，救火者反被枪杀；12月2日，日军进城，焚掠两日后离去；经过这次浩劫的独山，民房烧毁几尽，剩余者不到5%。 
1944年12月初，汤恩伯令国军第十三军和第二十九军至马场坪一线布防阻击日军先头部队，第二十军及第九十四军协同杨森第二十七集团军守卫贵阳。随后，中國軍隊在美国陆军航空队的支援下展開有限度的反攻，陸續收復獨山、南丹等地，日军在撤退前焚毁车站及独山县城。日軍因此沿黔桂鐵路向南退至河池，雙方就此僵持對峙。